# Chlístov (ort i Tjeckien, Mellersta Böhmen)
Chlístov är en ort i Tjeckien.   Den ligger i regionen Mellersta Böhmen, i den centrala delen av landet, 40 km sydost om huvudstaden Prag. Chlístov ligger 368 meter över havet och antalet invånare är 234.
Terrängen runt Chlístov är platt åt sydväst, men åt nordost är den kuperad. Runt Chlístov är det ganska glesbefolkat, med 29 invånare per kvadratkilometer. Närmaste större samhälle är Benešov, 3,2 km sydost om Chlístov. Omgivningarna runt Chlístov är en mosaik av jordbruksmark och naturlig växtlighet.